# أبو سعيد الجرجاني
هو أبو سعيد الضرير الجرجاني وللاختصار الجرجاني. عالم مسلم فارسي اختص في الرياضيات والفلك، عاش في القرن التاسع للميلاد، ولد في جرجان في إيران الحالية. كتب رسالة في حل المسائل الهندسية، ورسالة أخرى في رسم الهاجرة. وكما أنه كان مهندس مدني وهو أول من قام بحل مسائل معقدة في الاحتمالات.